# Estação Peñagrande

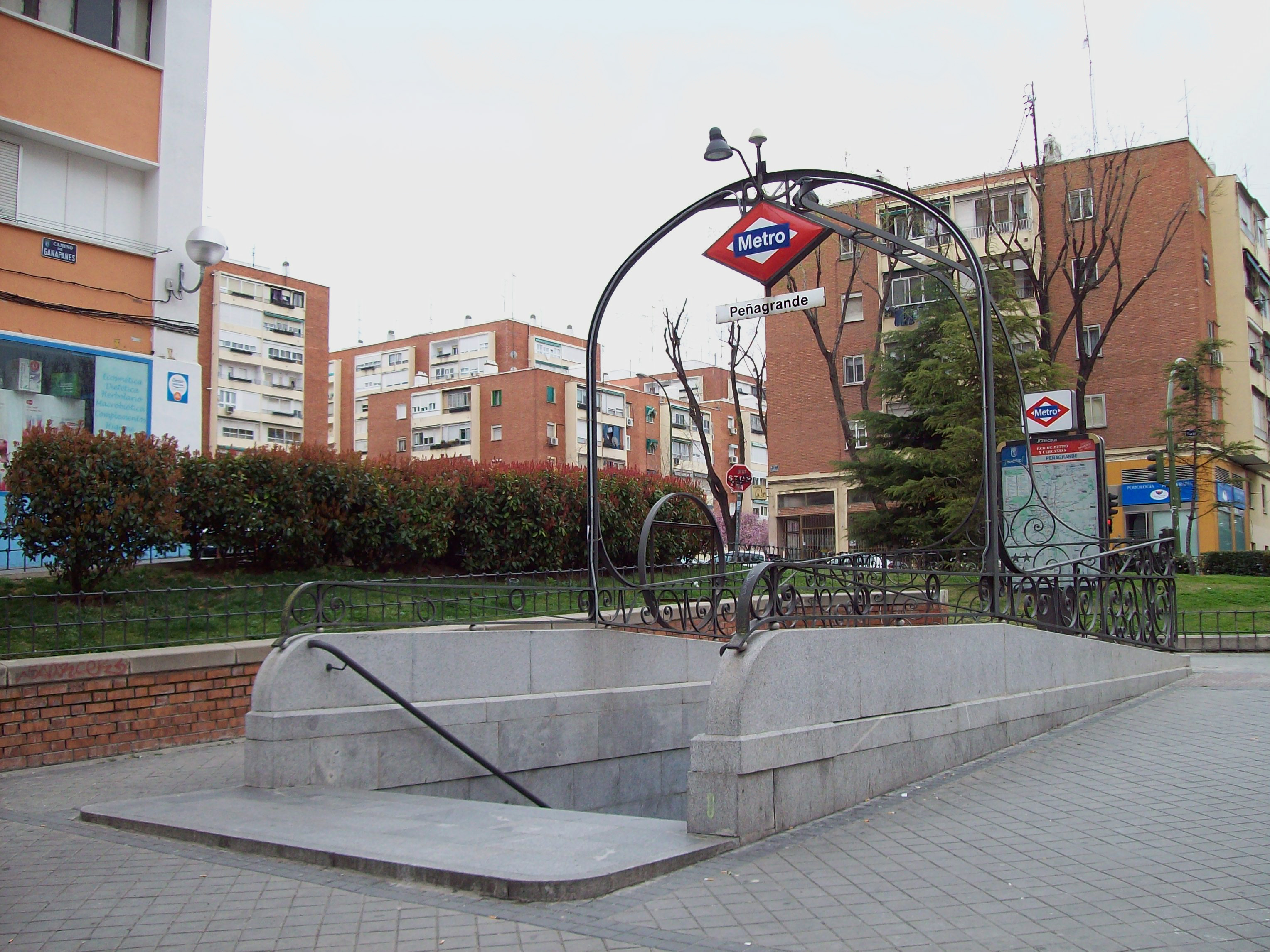
Acesso a estação

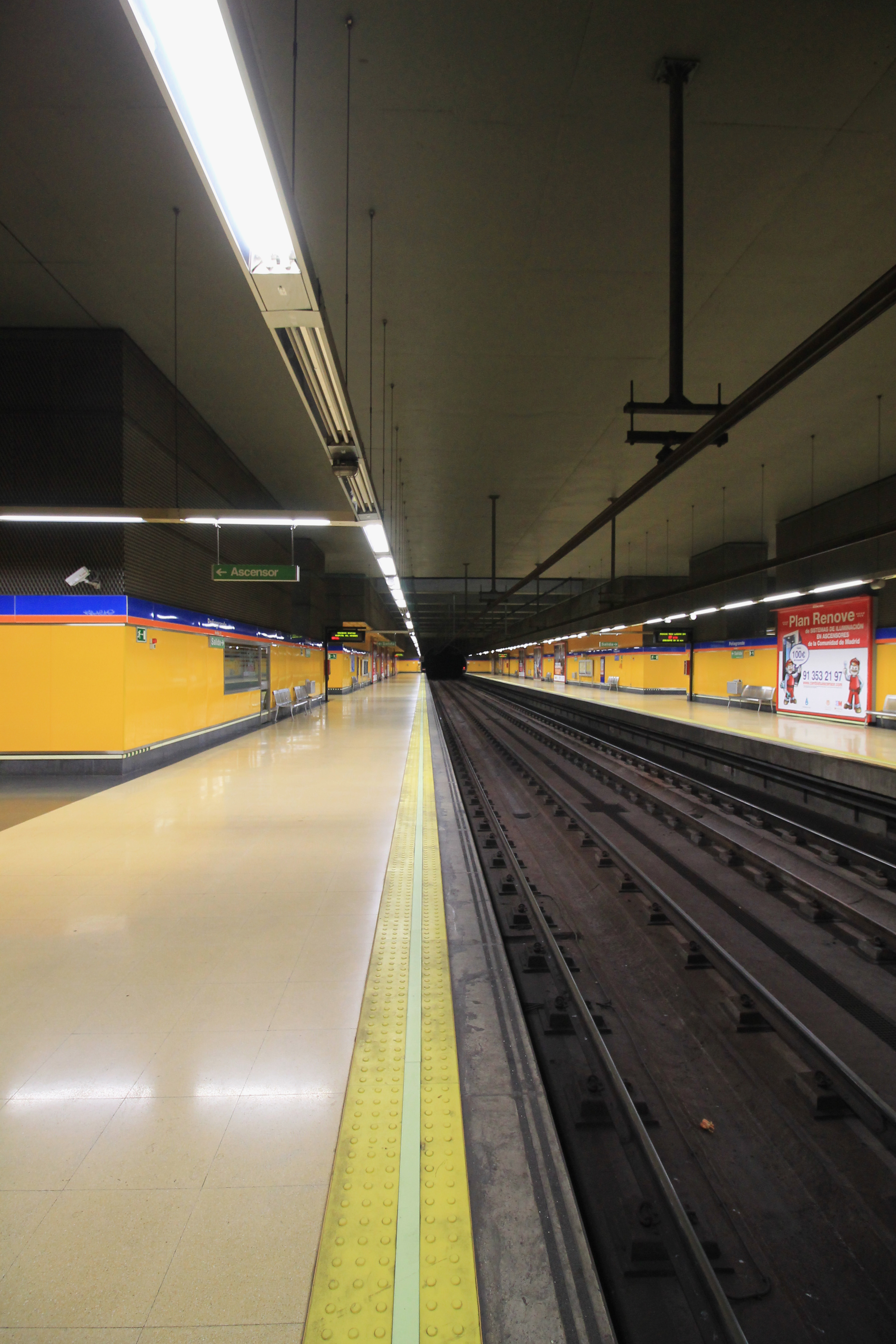
Plataforma de embarque

Peñagrande é uma estação da Linha 7 do Metro de Madrid.

## História
A estação está localizada no cruzamento das ruas de La Bañeza e Camino de Ganapanes, no distrito de Fuencarral-El Pardo. A estação abriu ao público em 29 de março de 1999.